# وددینگتون (کارولینای شمالی)
وددینگتون (به انگلیسی: Weddington) شهری در ایالت کارولینای شمالی کشور ایالات متحده آمریکا است که جمعیت آن در سرشماری سال ۲۰۱۰ میلادی، ۹٬۴۵۹ نفر بوده‌است.